# (1544) Vinterhansenia
(1544) Vinterhansenia – planetoida z grupy pasa głównego asteroid okrążająca Słońce w ciągu 3 lat i 240 dni w średniej odległości 2,37 au. Została odkryta 15 października 1941 roku w Obserwatorium Iso-Heikkilä w Turku przez Liisi Otermę. Nazwa planetoidy pochodzi od Julie Vinter Hansen (1890-1960), duńskiej astronom. Przed nadaniem nazwy planetoida nosiła oznaczenie tymczasowe (1544) 1941 UK.